# Lota (Chile)
Lota (pronuncia-se /'ɭo.ta/ em espanhol) é uma comuna da província de Concepción, localizada na Região de Biobío, Chile. Possui uma área de 135,8 km² e uma população de 48.895 habitantes (2012).
A comuna limita-se a oeste com o Oceano Pacífico; a sul com Arauco, a leste com Santa Juana; a norte com Florida.
Lota faz parte da Grande Concepción, a região metropolitana da Concepción província.

## Etimologia
Lota (ou 'Lota', 'Louta', com ortografia portuguesa) é uma voz do mapudungun (louta), que significa: caserio pequeno.

## Minas de carvão
Esta comuna é famosa pelas suas minas de carvão, tais como a de El Chiflón del Diablo (O Explosivo Túnel do Diabo).

## Esportes
A cidade de Lota possui um clube no Campeonato Chileno de Futebol, o Club de Deportes Lota Schwager, fruto da fusão dos clubes Minas Lota e Federico Schwager. Porém, o mesmo joga de mandante no Estádio Municipal Federico Schwager, em Coronel, cidade vizinha.